# Einsiedeln
Einsiedeln es una ciudad y comuna suiza del cantón de Schwyz, situada en el distrito de Einsiedeln. Limita al norte con las comunas de Feusisberg y Freienbach, al este con Altendorf, Vorderthal e Innerthal, al sur con Unteriberg y Oberiberg, y al oeste Alpthal, Rothenthurm y Oberägeri (ZG).
Un personaje notable que nació en esta comunidad fue el alquimista Paracelso (1493–1541), padre de la química medicinal